# Come as You Are
Come as You Are är en singel från 1992 av det amerikanska grungebandet Nirvana, vilken släpptes som den andra singeln från bandets andra studioalbum Nevermind. "Come as You Are", som skrevs av Nirvanas sångare Kurt Cobain, hamnade som bäst på plats 32 i USA och Nya Zeeland, men nådde även upp på topp tio i Storbritannien, Irland och Italien.
Efter att "Smells Like Teen Spirit" hade rönt stora framgångar för Nirvana, vilket bandet inte hade förväntat sig, var de osäkra på vilken singel de skulle lansera härnäst. Cobain ville undvika att släppa "Come as You Are" som den andra singeln eftersom han kände att gitarriffen i denna låt var för lika de som förekommer på det engelska postpunkbandet Killing Jokes låt "Eighties" från 1984. Cobain blev dock senare övertalad att gå med på att släppa "Come as You Are" som den andra singeln. Killing Joke blev upprörda över låten och det uppstod rykten om att bandet hade lämnat in en stämning till domstol. Killing Jokes gitarrist Geordie Walker har sagt sig vara upprörd över hela situationen och han ansåg att Nirvana, som enligt Walker förnekade sambandet mellan låtarna, hanterade saken på ett dåligt sätt.
Musikvideon regisserades av Kevin Kerslake och är inspirerad av skivomslaget på Nevermind, som visar Spencer Elden simmande mot en amerikansk dollar. Rolling Stone placerade 2004 "Come as You Are" på plats 445 på sin lista "The 500 Greatest Songs of All Time" och när listan gjordes om 2010 fanns låten med på plats 452. New Musical Express skapade 2014 en lista med samma titel och placerade då "Come as You Are" på plats 418.

## Bakgrund och inspelning
Det är oklart varifrån titeln "Come as You Are" kommer, men författaren Charles R. Cross menade på att det var möjligt att Cobain kunde ha inspirerats av ett vykort från hotellet The Morck i Aberdeen, Washington, där meningen stod tryckt; Cobain bodde ibland på The Morck i sin ungdom efter att han hade brutit med sin familj.
"Come as You Are" var en av få låtar som skickades till producenten Butch Vig innan inspelningen av Nevermind påbörjades 1991 ; en demoversion av låten från mars 1991 finns med på Sliver: The Best of the Box . Nirvana spelade sedan in "Come as You Are" tillsammans med Vig i Sound City Studios i Van Nuys, Kalifornien i maj 1991. Cobain spelade in sitt gitarriff på två försök och sin sång på tre försök, där det första försöket var det som slutligen användes . Vig ville att Cobain skulle använda sig av dubblering genom hela låten, för att på så sätt få fram ett starkare resultat än vad som går med bara en sångslinga. När pålägg gjordes framkom det att Cobain hade sjungit orden "And I don't have a gun" för tidigt jämfört med hans tidigare inspelning, vilket kan höras den fjärde gången han sjunger "memoria" efter gitarrsolot. Cobain bestämde sig för att behålla detta misstag i den slutgiltiga versionen av "Come as You Are". Vig samplade sedan Cobains "memoria" från mitten av låten och lade in detta i bakgrunden två gånger nära slutet.
Nirvana uppträdde även med en akustisk version av "Come as You Are" på MTV Unplugged den 18 november 1993 och denna version kom senare med på MTV Unplugged in New York.

## Komposition och låttext
På "Come as You Are" sänkte Cobain och Krist Novoselic tonarten på sina gitarrer, vilket de även gjorde på "Lithium" och "Drain You", och detta resulterade i att de spelade i e-moll. Låten börjar med att Cobain ensam spelar ett åtta sekunder långt gitarriff. Cobain använde sig av en effektpedal av märket Electro-Harmonix Small Clone för att ge sitt instrument ett unikt ljud som används under versen och precis innan refrängen. Hela bandet spelar sedan på första versen, vilken är en dämpad vers, för att sedan nå full styrka i refrängen. Denna sortens dynamikskifte användes av Nirvana under flera av deras låtar. "Come as You Are" innehåller att av Cobains längsta gitarrsolon. Vig har sagt att Cobain inte brukade spela gitarrsolon, men att det stämde in med låtens melodi i detta fall.
Cobain har beskrivit låttexten som motsägelsefull och har sagt att "Come as You Are" handlar om folk i allmänhet och de sätt som dessa förväntas vara på. Catherine J. Creswell skrev i en essä att textraderna klumpas ihop till tomma klichéer och att den påstådda meningen bakom dessa tvingas in i motsägelser och enklare rim. Creswell lyfte speciellt fram textraderna "Take your time, hurry up, the choice is yours, don't be late" för att argumentera för sin sak. Efter Cobains död i april 1994, vilken orsakades av ett hagelgevärsskott, ansåg Mark Deming från Allmusic att textraderna "And I swear that I don't have a gun" får en helt ny innebörd än vad som var menat när Nevermind först släpptes 1991. Deming menade att när Cobain sjöng dessa textrader ville han övertyga lyssnarna om att han siktade in sig på hela världen istället för på enskilda individer.

## Lansering och mottagande

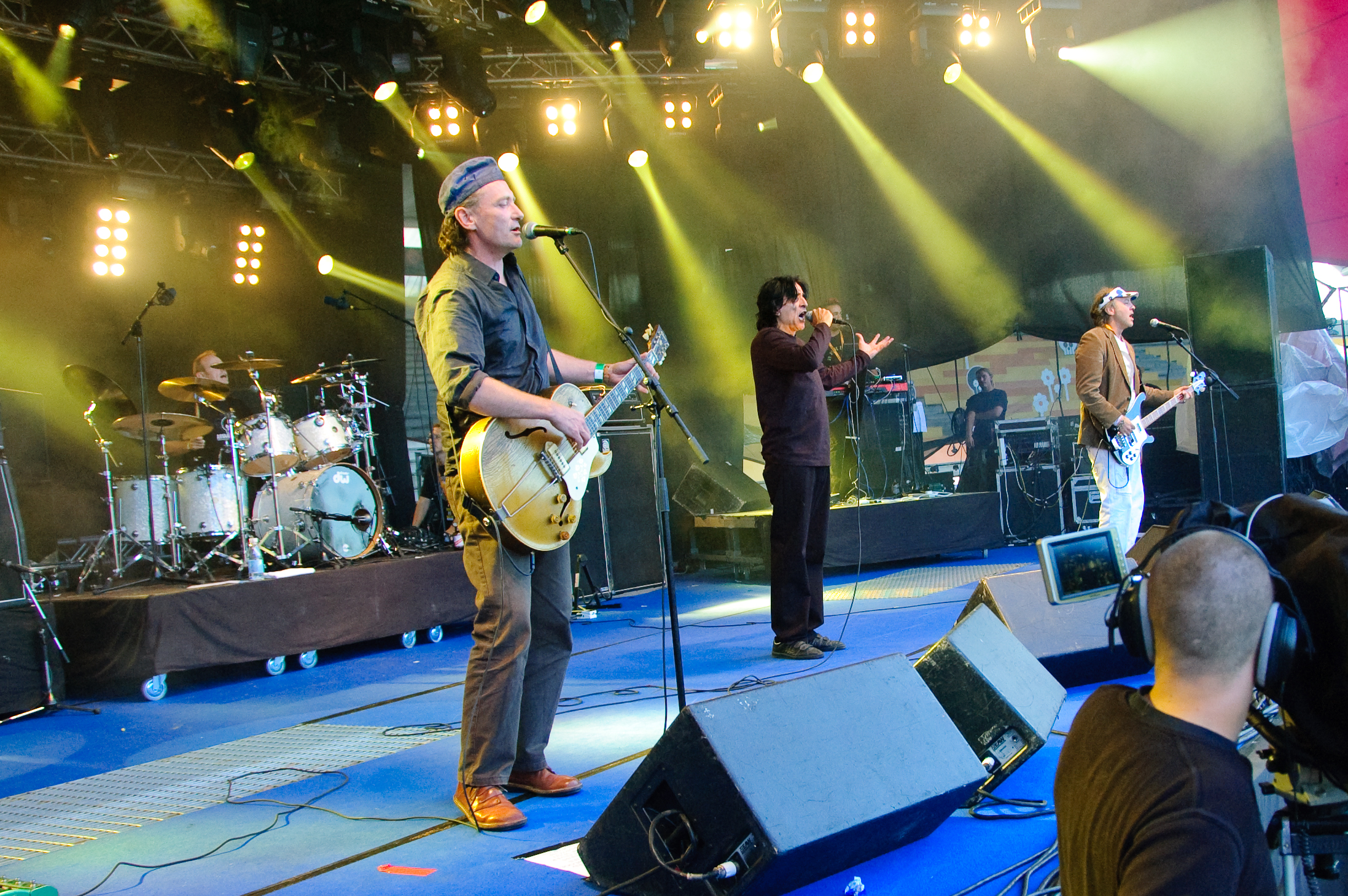
Gitarriffen på "Come as You Are" är snarlika de som förekommer på Killing Jokes låt "Eighties", vilket gjorde Cobain tveksam till att släppa "Come as You Are" som en singel.

Nirvana var medvetna om likheten mellan gitarriffen på "Come as You Are" och det engelska postpunkbandet Killing Jokes låt "Eighties" från 1984. Detta gjorde att Nirvana kände sig osäkra på om de verkligen ville släppa "Come as You Are" som den andra singeln från Nevermind. Danny Goldberg, som var inblandad i diskussionerna runt lanseringen av singeln, har sagt att valet stod mellan att släppa antingen "Come as You Are" eller "In Bloom" som den andra singeln. Goldberg sade även att Cobain var orolig över likheten med "Eighties", men att han blev övertalad att gå med på att släppa singeln ändå. Killing Joke blev upprörda över låten och rykten om att en stämning hade lämnats in till en domstol började florera. Killing Jokes gitarrist Geordie Walker har sagt sig vara upprörd över hela situationen och han ansåg att Nirvana, som enligt Walker förnekade sambandet mellan låtarna, hanterade saken på ett dåligt sätt. Gitarriffen har även noterats vara snarlika de som förekommer på det engelska punkbandet The Damneds låt "Life Goes On" från 1982. Nirvanas levnadstecknare Everett True skrev att "Come as You Are" slutligen valdes som den andra singeln från Nevermind eftersom Goldberg kände att låten kunde få stora kommersiella framgångar.
"Smells Like Teen Spirit" ansågs, innan den släpptes som singel, vara en låt som till största delen skulle locka till sig fans av alternativ rock medan "Come as You Are" var menad att passa även andra lyssnare. Dock blev "Smells Like Teen Spirit" överraskande nog en stor hitsingel och ökade Nirvanas popularitet drastiskt, medan "Come as You Are" främst lyckades bibehålla denna popularitet. Efter att singeln släppts i början av 1992 hamnade den som bäst på plats 32 på topplistan Billboard Hot 100 och singeln låg kvar på topplistan i 18 veckor. Singeln tog sig även upp på plats 9 i Storbritannien och plats 24 i Sverige. "Come as You Are" släpptes i LP-format i november 2011 i Nevermind: The Singles.
"Come as You Are" kom på plats 82 på Blenders lista "The 500 Greatest Songs Since You Were Born" och plats 445 (2004) respektive 452 (2010) på Rolling Stones lista "The 500 Greatest Songs of All Time". Låten kom även på plats 13 på The Guitar Magazines lista "Riff of the Millennium" från december 1999, plats 76 på Triple J:s lista "Hottest 100 1991", plats 28 på Kerrang!:s lista "100 Greatest Singles of All Time" och 1999 röstade läsarna av denna tidskrift fram låten till plats 49 på listan "100 Greatest Rock Tracks Ever!". "Come as You Are" kom 2004 på plats 9 när New Musical Express listade de tjugo bästa Nirvana-låtarna någonsin, på plats 7 på listan "Nirvana: Ten Best Songs" från 2011 och samma tidskrift placerade 2014 låten på plats 418 på listan "The 500 Greatest Songs of All Time". "Come as You Are" har även röstats fram som den fjärde bästa Nirvana-låten genom tiderna av läsarna av Rolling Stone och låten hamnade på plats 9 på Stereogums lista "The 10 Best Nirvana Songs" från 2014. "Come as You Are" hamnade på plats två över de 20 mest spelade Nirvana-låtarna någonsin i Storbritannien, vilket var en lista framtagen av Phonographic Performance Limited för att hedra Cobains 50-årsdag den 20 februari 2017.

## Musikvideo
Musikvideon till "Come as You Are" regisserades av Kevin Kerslake, som senare även regisserade bandets musikvideor till singlarna "Lithium", "In Bloom" och "Sliver". Efter att Nirvana var missnöjda med arbetet med Samuel Bayer för "Smells Like Teen Spirit" valde de att istället arbeta med Kerslake på grund av hans impressionistiska stil. Cobain hade inte några direkta förslag för hur musikvideon skulle läggas upp, utan det enda uppslag han hade var att den skulle hedra skivomslaget på Nevermind och att den skulle innehålla färgerna rött och lila. Cobain lät sedan Kerslake skapa musikvideon grundat på dessa idéer. Det första som filmades för musikvideon var några utomhusscener, som spelades in i Hollywood Hills i Los Angeles, Kalifornien. Dessa scener projicerades sedan i bakgrunden i det rum där huvudinspelningen av musikvideon ägde rum.
I musikvideon syns bandet spelandes i ett mörkt rum och vatten rinner ofta ned framför bandmedlemmarna, vilket gör att deras ansikten blir suddiga och svåra att se; detta var en idé av Cobain. I musikvideon syns det även celldelning, embryon, en hund med en skyddskrage, ett simmande spädbarn och en pistol som sjunker i vatten. I flera scener sitter Cobain i en ljuskrona och mot slutet av musikvideon sträcker han sig fram och kysser kameralinsen.

## Coverversioner
Flera artister har gjort coverversioner av "Come as You Are". Den nordirländske Elvis Presley-imitatören James Brown gav under artistnamnet The King ut låten på Gravelands 1998. Den franska sångerskan Émilie Simon sjöng in en coverversion till hennes livealbum Émilie Simon à l'Olympia och den malaysiska sångerskan Yuna har även hon spelat in en version av låten. Rebecca Loebe, en deltagare i den första säsongen av The Voice i USA, uppträdde med sin version av låten i TV-programmet. Reggaeartisten Little Roy har tolkat "Come as You Are" på sitt Nirvana-inspirerade album Battle for Seattle och Vega, en svensk kör med hemvist i Sankt Johannes församling i Malmö, spelade in sin version av låten till deras debutalbum Keep Breathing.
Till 20-årsjubileet av lanseringen av Nevermind spelades flera coverversioner in av bland annat denna låt, för att på så sätt hylla Nirvana. Det amerikanska bandet The Pierces har uppträtt live på Virgin on Demand med sin version av "Come as You Are". Den tyska tidskriften Musikexpress släppte ett hyllningsalbum i oktober 2011 där Mando Diao stod för tolkningen av "Come as You Are". Spin släppte även de ett hyllningsalbum under 2011, kallat Newermind, där Midnight Juggernauts var de som spelade in en version av låten. I oktober 2011 släppte skivbolaget Reimagine Music sitt hyllningsalbum Come as You Are: A 20th Anniversary Tribute to Nirvana's Nevermind, där tolkningen av "Come as You Are" spelades in av Civil Twilight. Kerrang! släppte också ett hyllningsalbum till Nevermind och på detta album var det Deaf Havana som framförde låten. På hyllningsalbumet Smells Like Bleach: A Punk Tribute to Nirvana var det The Vibrators som framförde "Come as You Are" och Kylesa spelade in en cover av låten för hyllningsalbumet Whatever Nevermind.

## Eftermäle

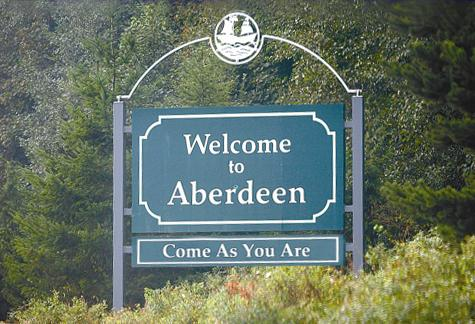
Välkomstskylten till Aberdeen, Washington som sattes upp 2005 för att hedra minnet av Cobain.

2005 sattes det upp en skylt i Cobains födelsestad Aberdeen, Washington, där det stod "Welcome to Aberdeen: Come As You Are". Skylten sattes upp för att hedra minnet av Cobain och den betalades av den ideella föreningen Kurt Cobain Memorial Committee. Föreningen, som grundades av författaren Jeff Burlingame och stadsfullmäktige Paul Fritts i maj 2004, offentliggjorde även planer på att skapa en Kurt Cobain Memorial Park och ett ungdomscenter i staden. Parken, som även går under namnet Kurt Cobain Landing, öppnades inofficiellt 2011, men inlemmades officiellt av Aberdeens kommunfullmäktige under 2015.
Titeln till Michael Azerrads bok om Nirvana hämtade inspiration från denna låt och fick namnet Come as You Are: The Story of Nirvana. "Come as You Are" har använts som en referens av Blink-182 i deras låt "Adam's Song" från Enema of the State. I låten sjungs orden "I took my time, I hurried up, the choice was mine, I didn't think enough", vilket är en direkt referens till låttexten från "Come as You Are" där Cobain sjunger "Take your time, hurry up, the choice is yours, don't be late". Dramadokumentären Soaked in Bleach, som handlar om konspirationerna runt Cobains död, har fått sin titel från en textrad ur denna låt och titeln på dramafilmen As You Are är inspirerad av "Come as You Are". Ett hyllningsalbum till Nevermind släpptes den 11 oktober 2011 av skivbolaget Reimagine Music och även det hämtade inspiration från denna låt, där titeln på albumet är Come as You Are: A 20th Anniversary Tribute to Nirvana's Nevermind.

## Låtlista
Alla låtar är skrivna och komponerade av Kurt Cobain, om inte annat anges. 
| Nr | Titel             | Kompositör                          | Längd |
| -- | ----------------- | ----------------------------------- | ----- |
| 1. | Come as You Are   |                                     | 3:38  |
| 2. | Endless, Nameless | Cobain, Krist Novoselic, Dave Grohl | 6:40  |

| 1. | Come as You Are         |                          | 3:38 |
| 2. | Endless, Nameless       | Cobain, Novoselic, Grohl | 6:40 |
| 3. | Drain You (liveversion) |                          | 3:36 |

| 1. | Come as You Are         |  | 3:38 |
| 2. | School (liveversion)    |  | 2:31 |
| 3. | Drain You (liveversion) |  | 3:35 |

## Topplistor
| Land eller världsdel               | Högsta listplacering |
| ---------------------------------- | -------------------- |
| Australien                         | 25                   |
| Belgien                            | 15                   |
| Finland                            | 8                    |
| Frankrike                          | 12                   |
| Irland                             | 7                    |
| Italien                            | 8                    |
| Kanada                             | 27                   |
| Nederländerna (Nederlandse Top 40) | 14                   |
| Nederländerna (Single Top 100)     | 16                   |
| Nya Zeeland                        | 3                    |
| Schweiz                            | 21                   |
| Spanien                            | 16                   |
| Storbritannien                     | 9                    |
| Sverige                            | 24                   |
| Tyskland                           | 22                   |
| USA (Billboard Hot 100)            | 32                   |
| USA (Hot 100 Airplay)              | 62                   |
| USA (Mainstream Rock)              | 3                    |
| USA (Modern Rock Tracks)           | 3                    |
| Österrike                          | 28                   |

## Certifikat
| Land eller världsdel | Certifikat |
| -------------------- | ---------- |
| Italien              | Guld       |
| Storbritannien       | Guld       |